# بوس شميت
بوس شميت (بالإنجليزية: Boss Schmidt)‏ هو لاعب كرة قاعدة أمريكي، ولد في 12 سبتمبر 1880، وتوفي في 14 نوفمبر 1932.

## وصلات خارجية
- بوس شميت على موقعبيزبول رفرنس.كوم (الدوري الرئيسي) (الإنجليزية)
- بوس شميت على موقعبيزبول رفرنس.كوم (الدوري الثانوي) (الإنجليزية)
- بوس شميت على موقع جمعية أبحاث البيسبول الأمريكية (الإنجليزية)